# Richard Allen
Richard Allen (Filadelfia, 14 de febrero de 1760-Filadelfia, 26 de marzo de 1831) fue un líder religioso estadounidense.
Nació de padres esclavos y su familia fue vendida a un granjero de Delaware. Cuando Freeborn Garrettson visitó la plantación para predicar, el dueño de Allen se sintió conmovido y comenzó a considerar la idea de que tener esclavos era pecado. [5] Pronto se convenció de que la esclavitud estaba mal y ofreció a las personas esclavizadas la oportunidad de comprar su libertad. Richard realizó un trabajo extra para ganar el dinero y compró su libertad en 1780 y cambió su nombre de "Negro Richard" a Richard Allen. 
Se convirtió al metodismo a la edad de 17 años, En 1784, Allen fue calificado como predicador y participó en la fundación de la Iglesia Metodista en América del Norte en Baltimore, Maryland. Se le permitió a Allen dirigir los servicios a las 5 a. m., a los que asistieron principalmente personas negras. Después se asentó en Filadelfia, por ser un centro de gente negra libre, donde se unió a la Iglesia Episcopal Metodista de Saint George, pero como predicador, pero se limitó a los servicios matutinos. A medida que atraía a más feligreses negros, la sacristía de la iglesia les ordenó estar en un área separada.
La discriminación racial lo obligó a renunciar en 1787 y se volvió herrero dentro de la primera iglesia para negros en EE. UU. Mientras se sostenía con trabajos ocasionales, Allen predicaba regularmente sobre los bienes comunes cerca de la iglesia, ganando lentamente una congregación de casi 50 personas. Los temas sociales de la predicación del obispo Allen fueron la abolición, la colonización, la educación y la templanza. El estilo de predicación casi nunca fue expositivo o escrito para ser leído, pero el tema se presentó de una manera evangélica e improvisada que exigía acción, en lugar de meditación. El tono fue persuasivo, no didáctico.
Él y sus seguidores, junto con Absalom Jones, construyeron la Iglesia Metodista Africana de Betel y en 1799, fue ordenado como su Pastor. En 1816, organizó una convención de líderes negros para formar la Iglesia Episcopal Metodista Africana, de la cual fue nombrado su primer obispo. Trabajó para mejorar el estatus social de la comunidad negra, organizando escuelas sabáticas para enseñar alfabetización y promoviendo organizaciones nacionales para desarrollar estrategias políticas. Está considerado santo de la comunión episcopal, su festividad se conmemora el 26 de marzo.